# Louhossoa
Louhossoa é uma comuna francesa na região administrativa da Nova Aquitânia, no departamento dos Pirenéus Atlânticos. Estende-se por uma área de 7,34 km². Em 2010 a comuna tinha 887 habitantes (densidade: 120,8 hab./km²).